# Rubinoboletus laetus
Rubinoboletus laetus är en svampart som först beskrevs av Paul Heinemann, och fick sitt nu gällande namn av Heinem. & Rammeloo 1983. Rubinoboletus laetus ingår i släktet Rubinoboletus och familjen Boletaceae.   Inga underarter finns listade i Catalogue of Life.